# GNU 클래스패스
GNU 클래스패스(GNU Classpath)는 자바 프로그래밍 언어 용 표준 클래스 라이브러리의 오픈소스 및 무료 소프트웨어의 구현이다. J2SE 1.4 및 5.0의 대부분의 클래스가 구현된다. GNU클래스패스는 Java 기반 응용 프로그램을 컴파일 및 실행하는 데 사용될 수 있다. GNU Classpath는 GNU 프로젝트의 일부이다. 원래 라이센스 버전과의 비 호환성으로 인해 libgcj와 병행하여 개발되었지만 나중에 두 프로젝트가 병합되었다.

## 같이 보기
- GCJ
- 자바 가상 머신
- 달빅 가상 머신
- openJDK